# NGC 4631星系群
NGC 4631 星系群是一個定義不明確的星系群，距離地球約2,500萬光年，位於后髮座和獵犬座這兩個星座。
NGC 4631星系群是位於室女座超星系團內的眾多星系群之一。

## 成員
- [螺旋星系]]NGC 4631（「鯨魚星系」）：這個星系群中最亮的星系[3]。
- 交互作用星系NGC 4656和NGC 4657（「曲棍球棒星系」）。
- 矮椭球星系NGC 4627：有一個伴星系NGC 4631[5]，儘管它在大多數目錄中未列出，默認情况下也是該組的成員。

然而，除了這四個星系之外，星系群成員的確定是相當不確定的。該星系團位於室女座星系團附近相對擁擠的天空中，因此精確確定其成員身份極其困難。一些研究估計NGC 4631星系群只包含五個星系，而其他人則估計高達27個。此外，現時尚不清楚NGC 4631和NGC 4656/NGC 4657附近的星系是形成一個大星系團還是兩個較小的星系團。

## 外部連結
- The Whale and the Hockey Stick （页面存档备份，存于） Astronomy Picture of the Day of 2009 August 21